# Episodi di The Aquanauts
La prima e unica stagione della serie televisiva The Aquanauts è andata in onda negli Stati Uniti dal 14 settembre 1960 al 7 giugno 1961 sulla CBS.
| nº | Titolo originale                 | Prima TV USA      |
| -- | -------------------------------- | ----------------- |
| 1  | Paradivers                       | 14 settembre 1960 |
| 2  | Collision                        | 21 settembre 1960 |
| 3  | Rendezvous: 22 Fathoms           | 28 settembre 1960 |
| 4  | Safecracker                      | 5 ottobre 1960    |
| 5  | Deep Escape                      | 12 ottobre 1960   |
| 6  | The Stowaway                     | 19 ottobre 1960   |
| 7  | Disaster Below                   | 26 ottobre 1960   |
| 8  | Arms of Venus                    | 9 novembre 1960   |
| 9  | Night Dive                       | 16 novembre 1960  |
| 10 | The Cavedivers                   | 7 dicembre 1960   |
| 11 | The Big Swim                     | 14 dicembre 1960  |
| 12 | Underwater Demolition            | 21 dicembre 1960  |
| 13 | River Gold                       | 4 gennaio 1961    |
| 14 | Niagara Dive                     | 11 gennaio 1961   |
| 15 | Killers in Paradise              | 25 gennaio 1961   |
| 16 | Secret at Half Moon Key          | 1º gennaio 1961   |
| 17 | Stormy Weather                   | 8 febbraio 1961   |
| 18 | The Armored Truck Adventure      | 15 febbraio 1961  |
| 19 | The Defective Tank Adventure     | 22 febbraio 1961  |
| 20 | The Jeremiah Adventure           | 1º marzo 1961     |
| 21 | The Tidal Wave Adventure         | 8 marzo 1961      |
| 22 | The Radioactive Object Adventure | 22 marzo 1961     |
| 23 | The Double Adventure             | 29 marzo 1961     |
| 24 | The Margot Adventure             | 5 aprile 1961     |
| 25 | The Rainbow Adventure            | 19 aprile 1961    |
| 26 | The Frankie Adventure            | 26 aprile 1961    |
| 27 | The Guilty Adventure             | 3 maggio 1961     |
| 28 | The Landslide Adventure          | 10 maggio 1961    |
| 29 | The Kidnap Adventure             | 17 maggio 1961    |
| 30 | The Stakeout Adventure           | 24 maggio 1961    |
| 31 | The Scavenger Adventure          | 31 maggio 1961    |
| 32 | The Diana Adventure              | 7 giugno 1961     |

## Paradivers
- Prima televisiva: 14 settembre 1960

### Trama
- Guest star: Larry Pennell (Tyler Stack), Michael Masters (Sirus), Edward Binns (Ed Barron), Chuck Couch (Pinky), Don Eitner (Ollie), Sarah Marshall (Doris), James Prohaska (Crawford)

## Collision
- Prima televisiva: 21 settembre 1960
- Diretto da: Otto Lang
- Scritto da: Art Arthur

### Trama
- Guest star: Denver Pyle (capitano Leo Stohl), Leslie Parrish (Jill Talley), Mike Keene (dottor Ralph Roger), Harry Townes (Robert L. Radcliffe)

## Rendezvous: 22 Fathoms
- Prima televisiva: 28 settembre 1960
- Scritto da: Art Arthur

### Trama
- Guest star: Manuel Serrano (Boat Captain), Al Ruscio (Emilio Romero), Armand Alzamora (Pete Vertiz), Richard Carlson (Ross Porter), Gerald Mohr (Pete Burdett), Robert Tafur (Luis Monzill)

## Safecracker
- Prima televisiva: 5 ottobre 1960
- Scritto da: Charles Hecht

### Trama
- Guest star: Patricia Cutts (Christiana Waverly), John Sutton (Tony Randolph), Keenan Wynn (George Morrisey)

## Deep Escape
- Prima televisiva: 12 ottobre 1960
- Scritto da: Howard Sheldon

### Trama
- Guest star: Joyce Meadows (Barbara Nincel), Paul Henreid (Richard Nincel), Lynn Bari (Ann Nincel), Mort Mills

## The Stowaway
- Prima televisiva: 19 ottobre 1960

### Trama
- Guest star: Pippa Scott (Oga Danylo), Alfred Ryder (Nico Kofie), Julian Burton (Police Pilot), Dean Jones (John Anderson), Harvey Stephens (dottor Connolly)

## Disaster Below
- Prima televisiva: 26 ottobre 1960

### Trama
- Guest star: Hal Hamilton (dottore), John Hackett (Frank), Richard Eastham (Sinclair), Jo Morrow (Jeannie Pearson)

## Arms of Venus
- Prima televisiva: 9 novembre 1960

### Trama
- Guest star: Chana Eden (Saska Fayez), Ned Glass, Thomas Gomez (Hakim), Everett Sloane (James Stonehill)

## Night Dive
- Prima televisiva: 16 novembre 1960

### Trama
- Guest star: Diana Millay (Peg Knight), Sam Levene (tenente Maderas), Frank Albertson (Mr. Linden), Robert Gothie (Allan Royal), Sue Randall, Jennifer West

## The Cavedivers
- Prima televisiva: 7 dicembre 1960
- Scritto da: Anthony Sturgess

### Trama
- Guest star: Charles Bronson (Hector Morrison), Robert Knapp (Joe Tydell), Paula Raymond (Judy O'Brien)

## The Big Swim
- Prima televisiva: 14 dicembre 1960

### Trama
- Guest star: Valerie Allen (Consuelo), Brad Dexter (Carney), Donna Douglas, Burt Reynolds (Jimmy)

## Underwater Demolition
- Prima televisiva: 21 dicembre 1960
- Diretto da: Kenneth Gilbert
- Scritto da: Art Arthur

### Trama
- Guest star: John Dierkes (ispettore Crail), Annelle Hayes (Gloria Turner), Stephen Roberts, Robert Strauss (Ben Penfield)

## River Gold
- Prima televisiva: 4 gennaio 1961

### Trama
- Guest star: James Coburn (Joe Casey), Margaret O'Brien (Ellen Marstand), Peter Whitney (Moses Teel)

## Niagara Dive
- Prima televisiva: 11 gennaio 1961

### Trama
- Guest star: Whitney Blake (Ruth Cheney), Gina Gillespie (Lisa), Gregory Walcott (Stan Cheney)

## Killers in Paradise
- Prima televisiva: 25 gennaio 1961
- Diretto da: Jack Herzberg
- Scritto da: E. M. Parsons
- Soggetto di: Rudy Makoul

### Trama
- Guest star: Mary Tyler Moore (Dana March), Arthur Hunnicutt (Jim Turrell), William Conrad (Corey), Audrey Dalton (Sylvia Jurgen), Ed Nelson (Chris Garland)

## Secret at Half Moon Key
- Prima televisiva: 1º gennaio 1961

### Trama
- Guest star: Erin O'Brien (Valorie), Frank McDonald (Joe Curtis), John Considine (Chris Curtis), Charles Cooper (Del Curtis), Ken Drake (Elmer Burnside), Karl Swenson (Rainbow)

## Stormy Weather
- Prima televisiva: 8 febbraio 1961

### Trama
- Guest star: Telly Savalas (Paul Price), Susan Oliver (Laura West), Russ Conway (comandante), George Dunn (Chuck), John Marley (tenente), Harvey Stephens (Hank)

## The Armored Truck Adventure
- Prima televisiva: 15 febbraio 1961

### Trama
- Guest star: Leo Penn (Moe), Ron Soble (Johnson), Ray Walston (Carl Friendly)

## The Defective Tank Adventure
- Prima televisiva: 22 febbraio 1961

### Trama
- Guest star: Vaughn Taylor (Mr. Roberts), Marya Stevens (Pauline Wilkins), June Blair (June Noreen), William Bramley (Mr. Wesson), Pauline Drake (Mrs. Fraser), John Fiedler (Mr. Jacobs), Neil Hamilton (Larry La Beau), Naura Hayden (Susan Rand), Isabel Jewell (Miss Port), Linda Lawson (Wilva), Madame Spivy (Mrs. Greeley), Mike Steen (Motorcycle Cop), Virginia Vincent (Miss Fenton)

## The Jeremiah Adventure
- Prima televisiva: 1º marzo 1961

### Trama
- Guest star: Milton Selzer (Ray Parker), Joyce Meadows (Adrian), Claire Brennen (Charlotte), Peter Falk (Jeremiah Wilson), Edgar Stehli (Homer Dean)

## The Tidal Wave Adventure
- Prima televisiva: 8 marzo 1961

### Trama
- Guest star: Cecil Parker (dottor Cattermole), Russell Nype (Norvel Jones), David Armstrong (Coast Guard Officer), Antoinette Bower (Linda Liggett), Tom Holland (barcaiolo), Marty Ingels (cameriere), John McGiver (professore Orlando Twamley), Alan Reynolds (capitano)

## The Radioactive Object Adventure
- Prima televisiva: 22 marzo 1961

### Trama
- Guest star: Dyan Cannon (Thelma), Ken Lynch (capitano Jacobs), John Williams (Sanders)

## The Double Adventure
- Prima televisiva: 29 marzo 1961

### Trama
- Guest star: Shary Layne (Judy), Peter Falk (Angel), Lewis Charles (Gino), Al Ruscio (Ralph D'Amico)

## The Margot Adventure
- Prima televisiva: 5 aprile 1961

### Trama
- Guest star: Leora Dana (Viviam), Kent Smith (George), Inger Stevens (Margot Allison)

## The Rainbow Adventure
- Prima televisiva: 19 aprile 1961

### Trama
- Guest star: Yvonne Craig (Kathy), Norman Fell (Oliver Pappas), Ray Hamilton (Todd Baylor)

## The Frankie Adventure
- Prima televisiva: 26 aprile 1961

### Trama
- Guest star: Scott Marlowe (Ernie Baron), Anne Helm (Frankie Lester), Alan Baxter (Frank Lester), Jane Withers

## The Guilty Adventure
- Prima televisiva: 3 maggio 1961

### Trama
- Guest star: Milton Selzer (tenente Jamison), Kenny Roberts (Willy), Robert Gist (Darrell Willoughby), Dabbs Greer (Haber), Phyllis Hill (Mrs. Willoughby), Robert Strauss (Goodtime Charlie)

## The Landslide Adventure
- Prima televisiva: 10 maggio 1961

### Trama
- Guest star: Dan Tobin (Lew Finley), Barney Phillips (capitano Markle), Kaye Elhardt (Nancy Wilson), Ollie O'Toole (fattorino), Robert Vaughn (Wes Grayson)

## The Kidnap Adventure
- Prima televisiva: 17 maggio 1961

### Trama
- Guest star: Nina Shipman (Judy), Burt Reynolds (Leo), Joseph Hamilton (Philip Wells), John Lupton (Wes Halley), Joe Maross (tenente), Joe Turkel (Danny)

## The Stakeout Adventure
- Prima televisiva: 24 maggio 1961

### Trama
- Guest star: Donna Douglas (Nancy Gard), John Dehner (Max), Ken Curtis (Horton), Dabbs Greer (Oscar)

## The Scavenger Adventure
- Prima televisiva: 31 maggio 1961

### Trama
- Guest star: Dan Tobin (Danton Spangler), Florence Sundstrom (Mavis), Linden Chiles (Stan), Ann Hughes (Ellie), Kay Hughes (Paula), Henry Hunter (Eddie), Fred Sherman (Sweetzer), Don Wilbanks (Finlay)

## The Diana Adventure
- Prima televisiva: 7 giugno 1961

### Trama
- Guest star: Jim Davis (Sam Hogarth), Ken Curtis (capo cameriere), Dyan Cannon (Diana Hogarth), Jerry Riggio (cameriere)